# افسانه‌های کانتربری (فیلم)
افسانه‌های کانتربری (به ایتالیایی: I racconti di Canterbury) فیلمی ایتالیایی به کارگردانی پیر پائولو پازولینی محصول سال ۱۹۷۲ است. فیلم بر اساس شعر روایی قرون وسطایی حکایت‌های کنتربری اثر جفری چاسر می‌باشد.
فیلم به شعر چاسر وفادار است، اما گاهی هم تغییراتی در آن می‌دهد. در حکایت آشپز، نینتو داولی، نقش پرکین را با الهامی مشخص از چارلی چاپلین ایفا می‌کند. در حکایت راهب نیز تغییرات فراوانی نسبت به شعر چاسر مشهود است.

## جوایز
برنده خرس طلایی ۱۹۷۲